# Peter Voulkos

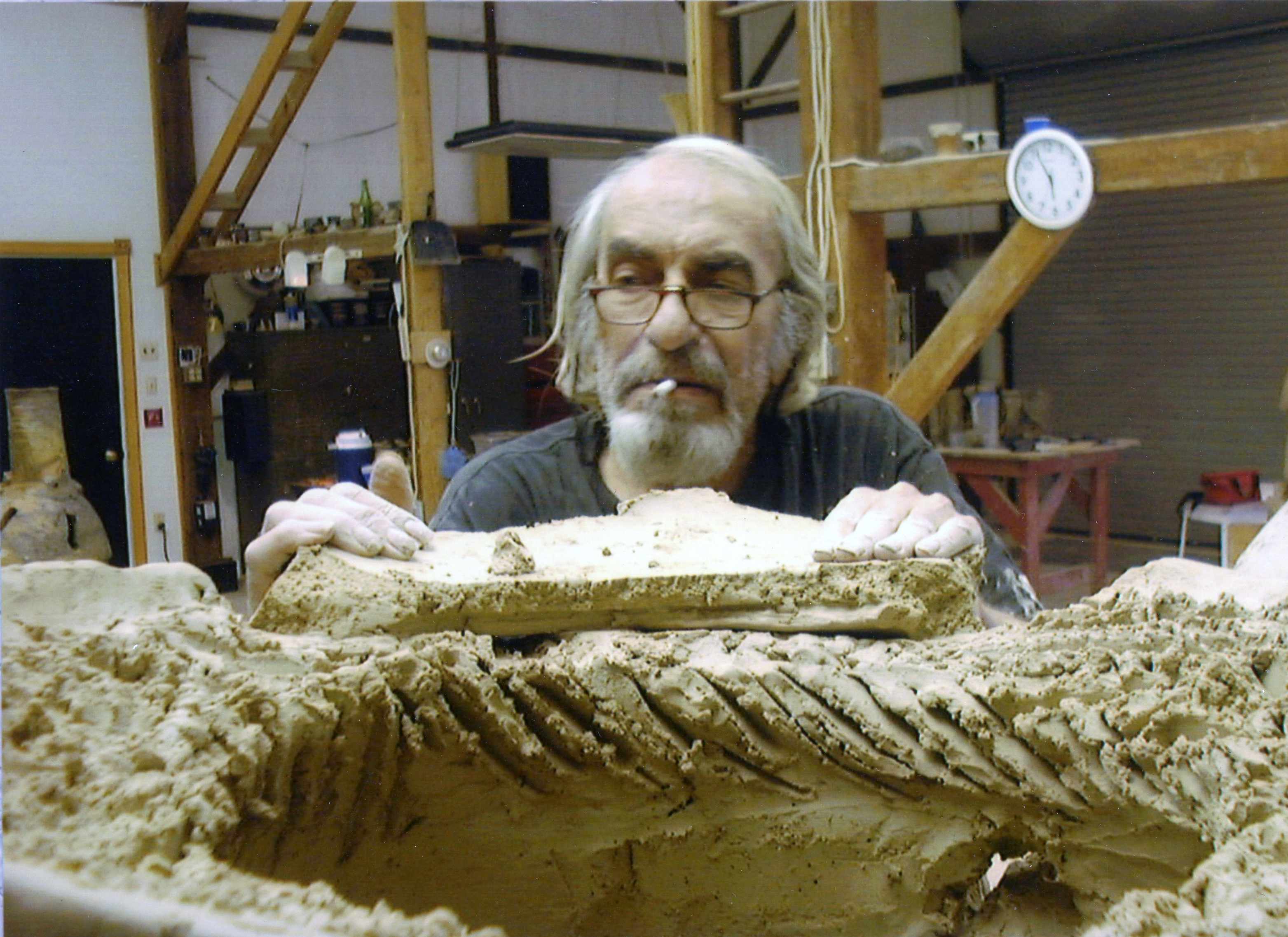
Peter Voulkos, 1996

Peter Voulkos (* 29. Januar 1924 in Bozeman, Montana; † 15. Februar 2002) war ein US-amerikanischer Keramiker und Bildhauer. Er gilt als Schlüsselfigur in der Entwicklung der modernen Keramikkunst und trug maßgeblich dazu bei, die traditionellen Grenzen zwischen Kunst und Handwerk aufzuheben.

## Leben
Peter Voulkos wurde als Sohn griechischer Einwanderer geboren. Nach dem Militärdienst im Zweiten Weltkrieg studierte er mit Hilfe der G.I. Bill am Montana State College in Bozeman, wo er bei Frances Senska die Keramik für sich entdeckte. 1951 schloss er sein Studium mit einem Bachelor of Science in Angewandter Kunst ab. Anschließend erwarb er 1952 den Master of Fine Arts am California College of Arts and Crafts in Oakland, Kalifornien. In den frühen 1950er Jahren machte sich Peter Voulkos einen Namen als begabter Keramiker, insbesondere mit funktionaler Keramik, die mit aufwendigen Dekorationstechniken wie der Wachsreservetechnik verziert war.
Ein Wendepunkt in seiner Karriere war der Sommer 1953, den er als Dozent am experimentellen Black Mountain College in North Carolina verbrachte. Dort kam er mit Avantgarde-Künstlern wie Robert Rauschenberg, John Cage und Willem de Kooning in Kontakt. Inspiriert vom Abstrakten Expressionismus begann er, seine keramische Praxis radikal zu verändern. 1954 wurde Peter Voulkos eingeladen, eine Keramikabteilung am Los Angeles County Art Institute (heute Otis College of Art and Design) aufzubauen. Hier begann er, großformatige, skulpturale Keramikarbeiten zu schaffen, die sich den traditionellen Konventionen der Keramik entzogen. Seine expressiven Arbeiten wurden in den 1950er Jahren in der Landau Gallery in Los Angeles ausgestellt und fanden große Anerkennung.
1959 wechselte Peter Voulkos an die University of California, Berkeley, wo er sich zunehmend der Bronzeskulptur zuwandte. 1979 begann er mit Holzbrandtechniken in japanischen Öfen zu experimentieren, was seinen keramischen Arbeiten eine neue Dimension verlieh. Nach seiner Pensionierung 1985 widmete er sich ausschließlich seiner künstlerischen Tätigkeit. Peter Voulkos starb am 15. Februar 2002 an den Folgen eines Herzinfarkts.

## Werk

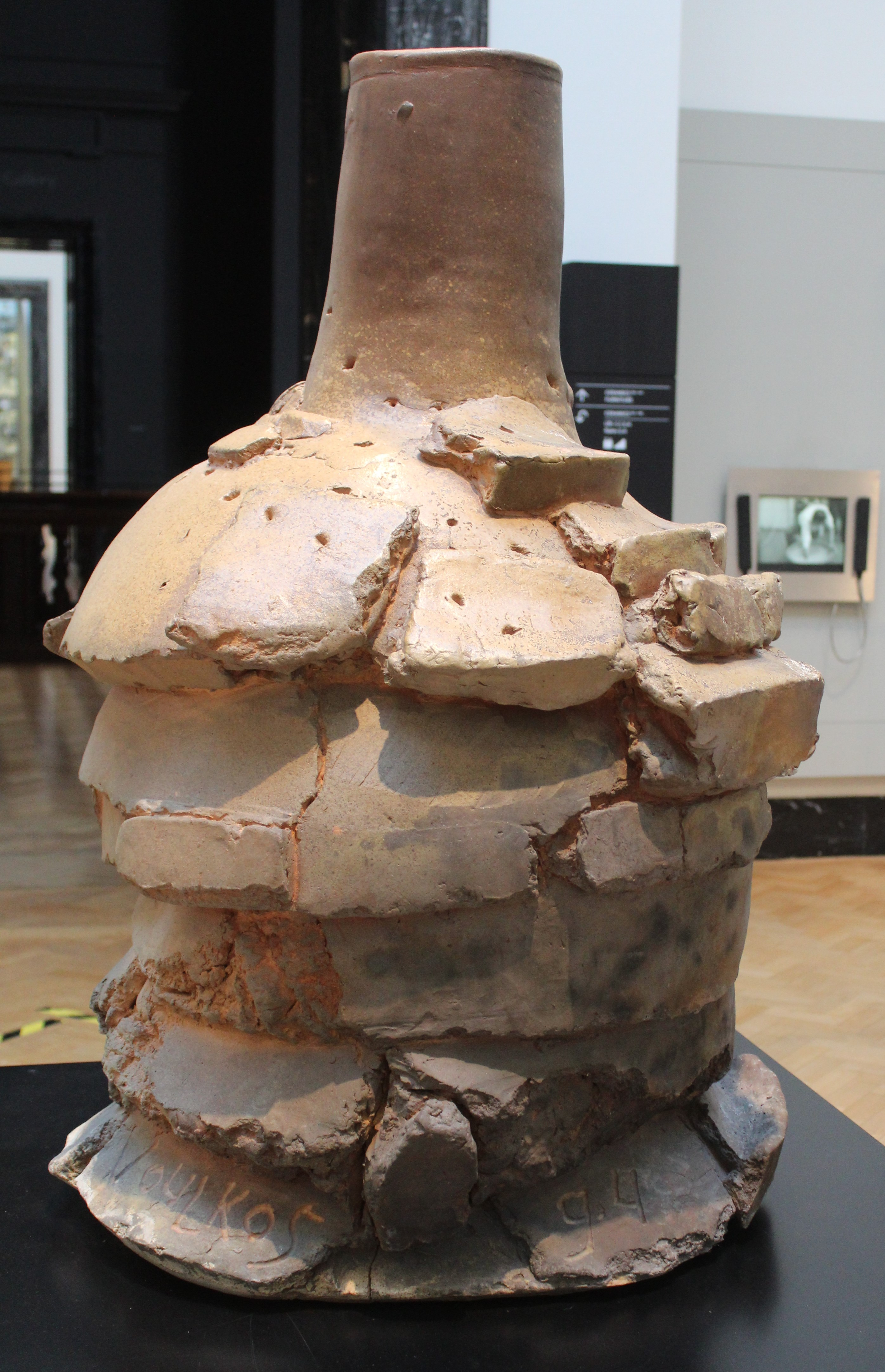
Pinatubo von Peter Voulkos, 1994, hergestellt in New Jersey aus einem Stapel von holzgebrannten Steingutteilen. Victoria and Albert Museum

Peter Voulkos gilt als eine der einflussreichsten Persönlichkeiten der modernen Keramikkunst. Sein Werk hat dazu beigetragen, die Keramik aus dem Bereich des Kunsthandwerks in den Rang der bildenden Kunst zu erheben. Voulkos’ Arbeiten zeichnen sich durch massive, skulpturale Formen aus, die die Grenzen zwischen Keramik und bildender Kunst verwischen. Seine expressiven, oft monumentalen Arbeiten beeinflussten zahlreiche Keramiker und Bildhauer. Peter Voulkos’ Werke sind in den wichtigsten Museen der Welt vertreten, darunter das Metropolitan Museum of Art in New York, das Los Angeles County Museum of Art und das Stedelijk Museum in Amsterdam.